# Prinzess Irene
Die Prinzess Irene wurde als siebentes Schiff der Barbarossa-Klasse für den Reichspostdampferdienst des Norddeutschen Lloyd (NDL) fertiggestellt. Sie besaß (wie ihre Schwesterschiffe) zwei Schornsteine und zwei Masten. Als kombiniertes Passagier- und Frachtschiff war es ab 1923 als Bremen (III) und ab 1928 als Karlsruhe (II) wieder im Dienst des NDL.

## Prinzess Irene

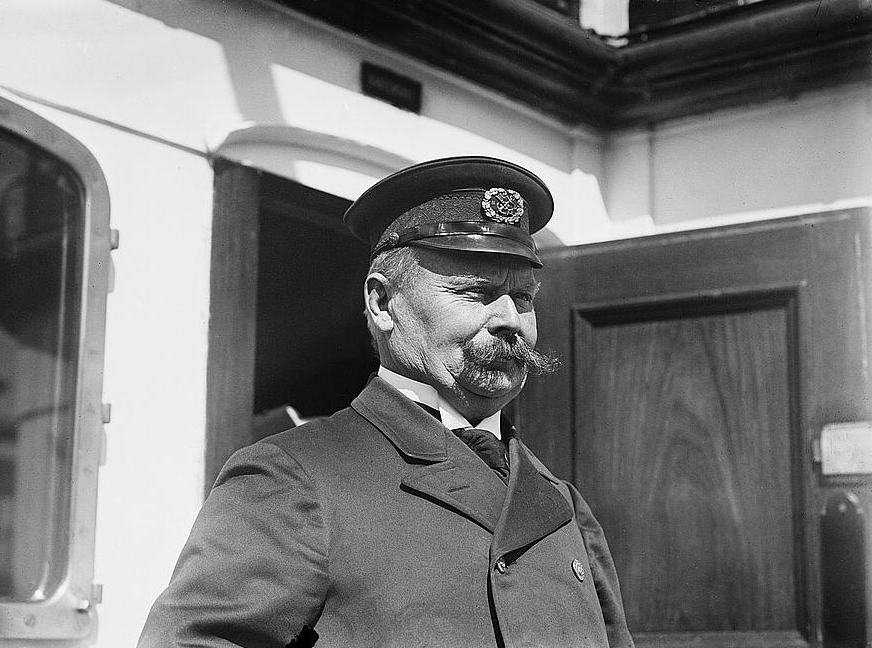
Der Kapitän des Schiffs, Frederic von Letten-Peterssen

Das beim Bau 5,672 Millionen Goldmark teure Schiff fuhr 1900 bis 1917 unter dem Namen Prinzess Irene für den Norddeutschen Lloyd und machte ihre Jungfernreise am 9. September 1900 nach New York. Am 30. Oktober 1900 begann die Prinzess Irene ihre erste Reise von sieben als Reichspostdampfer nach Ostasien bis nach Yokohama. Nach Ostasien kam die zweite Serie der Barbarossa-Klasse zum Einsatz: die 1899/1900 in Dienst gekommenen König Albert und Prinzess Irene des NDL sowie die Hamburg und Kiautschou der HAPAG, die sich 1899 bis 1903 am Reichspostdampferdienst nach Ostasien beteiligte. 1904 kam die Kiautschou als Princess Alice für den NDL in Fahrt.
Die Prinzess Irene gehörte zu den Doppelschrauben-Salonpostdampfern des Norddeutschen Lloyd. Diese standen für eine luxuriöse, bequeme Überfahrt, die sich nicht an der Geschwindigkeit der zwei bis drei Tage schnelleren Atlantikliner des NDL-„Vierschornsteinquartetts“ orientierte. Die Schiffe der Barbarossa-Klasse fuhren fast alle auch im Mittelmeer-USA-Dienst und vor allem im Herbst / Winter als Reichspostdampfer nach Australien oder Ostasien. Wie auf allen Passagierschiffen des Lloyd fuhr auch auf der Prinzess Irene ein approbierter Arzt mit, der alle Patienten unentgeltlich versorgte. Diese Regelung war im Reichspostdampfer-Vertrag vorgeschrieben. Ab dem 30. April 1903 wurde Prinzess Irene neben dem Schwesterschiff König Albert und der alten Hohenzollern erstmals zwischen Genua und New York eingesetzt. Der NDL konnte sich mit dieser neuen Linie sofort den größten Anteil (24 %) des Verkehrs mit italienischen Auswanderern sichern. Die beiden ursprünglichen Ostasienschiffe König Albert und Prinzess Irene waren von 1903 bis 1914 die Hauptträger dieser Linie.
Drei weitere der Barbarossa-Dampfer des NDL wurden auch zeitweise auf dieser Strecke eingesetzt, so die Königin Luise erstmals am 25. Februar 1904 (zuletzt am 25. Mai 1911), die Barbarossa erstmals am 16. März 1906 (18 Reisen bis zum 6. November 1913) und die Friedrich der Große erstmals am 22. März 1907 (16 Reisen bis zum 25. Juli 1912).
Dazu kam dann am 15. Mai 1909 noch die erheblich größere Berlin.
Am 10. Juni 1909 traf die Prinzess Irene als erstes Schiff bei der britischen, nahe den Azoren gestrandeten Slavonia ein, die den ersten SOS-Ruf der Geschichte abgegeben hatte, und rettete 110 der Passagiere. Am 9. Juli 1914 lief die Prinzess Irene als letztes NDL-Schiff von Genua nach New York, wo sie verblieb.

## Pocahontas
1914 in New York aufgelegt, wurde sie 1917 durch US Shipping Controller beschlagnahmt und fuhr bis 1923 als USS Pocahontas unter US-amerikanischer Flagge und transportierte amerikanische Soldaten nach Frankreich. Der Kapitän Edward C. Kalbfus wurde mit dem Navy Cross ausgezeichnet, weil er das Schiff vor der Versenkung durch den deutschen Unterseekreuzer U 151 bewahrte.
1920 charterte die United States Mail Steamship Company die Pocahontas und sie startete ihre erste Reise von New York nach Italien am 26. Februar 1921. Während der dritten Reise ging die Reederei in Liquidation. Die Pocahontas lag zu der Zeit mit einem Antriebsschaden in Gibraltar. Der NDL kaufte das beschädigte Schiff im September 1922 zurück und ließ es nach Deutschland zur Reparatur schleppen.

## Bremen (III)
Das zurückgekaufte Schiff kam als einziges der Barbarossa-Klasse auch nach dem Weltkrieg wieder in deutschen Dienst. Es wurde in Bremen (III) umgetauft. Das Schiff war erheblich umgebaut. Die Kabinen der I. und II. Klasse wurden zu einer neuen Mittelklasse für 355 Passagiere ausgebaut und die Ausstattung der 520 Schlafplätze der III. Klasse wurde verbessert. Nach dem Umbau verfügte die Bremen über zwei Vierfach-Expansionsdampfmaschinen mit einer Leistung von 9000 PS und konnte eine Geschwindigkeit von 15 Knoten erreichen. Das Schiff befuhr ab 7. April 1923 bis 1928 die Linie Bremerhaven–New York.

### Karlsruhe (II)
Wegen der bevorstehenden Indienststellung der neuen Bremen (IV) wurde das Schiff im Januar 1928 in Karlsruhe (II) umgetauft und weiterhin im Dienst zu den USA eingesetzt. 1930 wurden auch Halifax und Boston angelaufen. 1931 machte die Karlsruhe ihre erste Reise Bremerhaven–Kuba–Galveston und auch Reisen nach Mexiko (zuletzt im August 1931). 1932 folgten noch vier Mittelmeer-Kreuzfahrten. Am 20. August 1932 legte die Karlsruhe (II) auf ihrer letzten Fahrt im Liniendienst in Galveston ab. 1933 wurde das Schiff in Bremerhaven abgewrackt.